# Préludes du Nazaréen
Les Préludes du Nazaréen sont une œuvre pour piano d'Erik Satie composée en 1892 comme musique de scène pour le drame ésotérique d'Henri Mazel Le Nazaréen.

## Présentation
Les deux Préludes du Nazaréen sont composés par Satie en juin 1892 pour servir de musique de scène au drame ésotérique en trois actes d'Henri Mazel Le Nazaréen,.
La partition est publiée en 1929 à titre posthume par Rouart-Lerolle au sein d'un recueil intitulé Quatre Préludes, en compagnie de Fête donnée par des chevaliers normands en l'honneur d'une jeune demoiselle et de Prélude d'Eginhard,.
Pour Robert Orledge, « bien que l'œuvre ait été publiée [...] en deux préludes séparés, le titre unique de Satie, la date finale et la signature montrent que ce prélude a été composé et conçu comme une seule et même œuvre, qui peut être divisé en deux parties, voire trois (si l'on considère le Assez lent du 4e système comme le départ d'une nouvelle partie) ».

## Analyse et commentaires
Robert Orledge relève que la pièce — ou les pièces — est « un premier exemple du concept satiste de ce que le Dr Patrick Gowers a baptisé « forme de ponctuation musicale » (musical punctuation form) dans lequel le cycle récurrent de sections de cadences courtes [...] agit comme des ponctuations au sein de motifs interdépendants de la « prose » musicale. Ces cadences sont considérées comme plus douces, sortes de virgules sensuelles, avec une double apparition à la fin de la première partie qui prend valeur d'« arrêt complet » ».
Pour Jean-Pierre Armengaud les Préludes du Nazaréen « font penser à du chant grégorien restauré par Viollet-le-Duc [... et] donnent l'impression d'exercices de recherche harmonique et formelle : six cellules répétées jusqu'à dix fois, puis mosaïquées en quarante-quatre morceaux dans le premier, thème de transition traité de façon cyclique, dans le second, avec une opposition binaire-ternaire, qui spatialise le discours : l'aparté devient plus important que le thème principal, mimant des gestes de découragement ou d'espoir, avec ce tic d'écriture satien « comme à la plume », qui consiste à souligner et à répéter les motifs, moyennant d'infimes variations circulaires ».
Vincent Lajoinie souligne ce motif cyclique, qui « se meut en triolet sur les degrés forts du mode de Ré » :

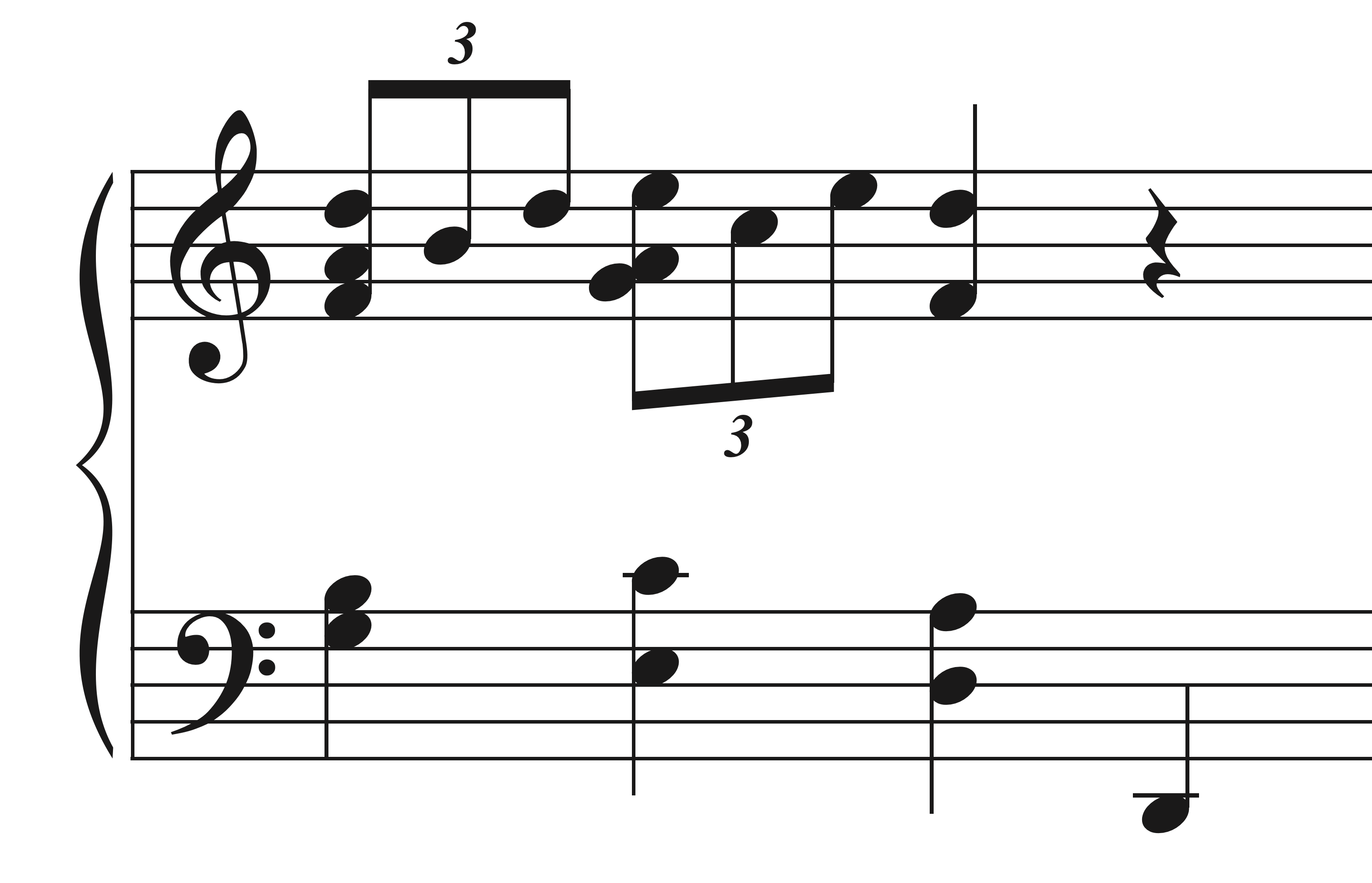
Motif cyclique du Prélude du Nazaréen.

Lajoinie précise : « grâce à cette intéressante particularité, le second prélude du Nazaréen évite — en partie seulement — la monotonie inhérente au premier ».
Pour Guy Sacre, « séquences d'accords, unissons, intonations liturgiques, hiératisme et austérité » caractérisent les deux préludes, qu'il juge « interminables et lassants, le premier surtout, que n'avivent pas les étranges agrégats du second ».
Vincent Lajoinie les considèrent également « d'une inspiration assez faible [...]. Aussi ont-ils tendance à nous apparaître aujourd'hui monotones, voire fastidieux, caractères que nous jugeons alors sévèrement, mais qui s'accordaient probablement fort bien à l'ambiance mystique et « fin de siècle » du drame de Mazel ».
Sous le titre de Deux Préludes posthumes et une Gnossienne, le premier Prélude du Nazaréen a été orchestrée en 1939 par Francis Poulenc avec Fête donnée par des chevaliers normands en l'honneur d'une jeune demoiselle et la Troisième Gnossienne.
Préludes du Nazaréen est d'une durée moyenne d'exécution de dix minutes environ.

## Discographie sélective
- Tout Satie ! Erik Satie Complete Edition[8], CD 6, Aldo Ciccolini (piano), Erato 0825646047963, 2015 ;
- Satie: Complete Piano Music, Jeroen van Veen (piano), Brilliant Classics 95350, 2016.

### Éditions
- Robert Orledge (trad. Christophe Mirambeau), « Commentaire », dans Robert Orledge (éd.), Erik Satie : Intégrale des œuvres pour piano, vol. 1, Salabert, 2016, p. VII-XII.

### Ouvrages généraux
- Alfred Cortot, La musique française de piano, Paris, Presses universitaires de France, coll. « Quadrige », 1981 (1re éd. 1938), 762 p. (ISBN 2-13-037278-3), « Le cas Erik Satie », p. 695-737.
- Adélaïde de Place, « Erik Satie », dans François-René Tranchefort (dir.), Guide de la musique de piano et de clavecin, Paris, Fayard, coll. « Les Indispensables de la musique », 1987, 867 p. (ISBN 978-2-213-01639-9), p. 628-634.
- Guy Sacre, La musique de piano : dictionnaire des compositeurs et des œuvres, vol. II (J-Z), Paris, Robert Laffont, coll. « Bouquins », 1998, 2998 p. (ISBN 2-221-08566-3). .

### Monographies
- Jean-Pierre Armengaud, Erik Satie, Paris, Fayard, 2009, 782 p. (ISBN 978-2-213-602523). .
- Vincent Lajoinie, Erik Satie, Lausanne, Éditions L'Âge d'Homme, 1985 (ISBN 978-2-8251-3228-9). .
- (en) Robert Orledge, Satie the composer, New York, Cambridge University Press, coll. « Music in the 20th Century », 1990, 394 p. (ISBN 978-0-521-35037-2).
- Anne Rey, Satie, Paris, Éditions du Seuil, coll. « Solfèges », 1974, rééd. 1995, 192 p. (ISBN 978-2-02-023487-0 et 2-02-023487-4).